# Усынин, Юрий Семенович
Юрий Семенович Усынин (27 июня 1937 — 14 декабря 2020) — специалист в области электромеханики, профессор (1996) кафедры автоматизированного электропривода энергетического факультета Политехнического института Южно-Уральского государственного университета, доктор технических наук (1994). Заслуженный работник высшей школы РФ.

## Биография
Юрий Семенович Усынин родился 27 июня 1937 года в городе Челябинске.
В 1959 году окончил Челябинский политехнический институт (ныне Южно-Уральский государственный университет), получив специальность «электрификация промышленных предприятий».
Поступил в аспирантуру Московского энергетического института (научный руководитель профессор Василий Павлович Бычков). После окончания аспирантуры и защиты кандидатской диссертации вернулся в Челябинск.
С 1959 года работал в Челябинском политехническом институте на должностях: ассистент, старший преподаватель, доцент (1967), профессор кафедры «Электропривод и автоматизация промышленных установок»; зам. декана энергетического факультета (1965—1967).
Ю. Усынин преподавал на энергетическом факультете университета, читает лекции по теории управления электроприводами.

## Научная деятельность
Область научных интересов: электроприводы станов холодной прокатки. Результаты его работа в свое время были внедрены на Магнитогорском металлургическом комбинате(ММК), в тресте «Южуралэлектромонтаж», на Новосибирском металлургическом заводе имени Кузьмина и др.
Защитил докторскую диссертацию на тему: «Следящие дифференциальные электроприводы автономных объектов».
Разработал научное направление «Дифференцированные следящие электроприводы атомных объектов».
Ю. Усынин имеет 20 авторских свидетельств на изобретения, является автором около 150 научных работ, включая 4 монографии и 7 учебных пособий.
В разное время он был членом научно-методического совета при отделе по образованию в области энергетики и электротехники, председателем УрО совета, членом диссертационных советов ЮУрГУ и МГТУ.

### Труды
- Теория электропривода: учебное пособие / Ю. С. Усынин, М. А. Григорьев, А. М. Журавлев ; М-во образования и науки Российской Федерации, Южно-Уральский гос. ун-т, Каф. «Автоматизированный электропривод». — Челябинск : Издательский центр ЮУрГУ, 2016.
- Теория автоматического управления: учебное пособие для вузов / Ю. С. Усынин. — Челябинск: Издательский центр ЮУрГУ, 2010. — 176 с. ISBN 978-5-696-03948-0.

## Награды и звания
- Заслуженный работник высшей школы РФ (2004).